# Domenico Cataldo
Domenico Cataldo, detto Mimmo (Siderno, 18 marzo 1925 – Lecce, 10 marzo 2010), è stato un dirigente sportivo, arbitro di calcio e allenatore di calcio italiano.

## Biografia
Originario di Siderno, in provincia di Reggio Calabria, ha iniziato la sua carriera come giornalista sportivo per La Gazzetta dello Sport e il Corriere dello Sport.
Si è dedicato quindi all'attività di arbitro di calcio, arrivando a condurre anche quattro gare in Serie A.
Negli anni 1960 ha assunto la guida tecnica del Siderno Calcio, portando la squadra della sua città nella quarta serie nazionale e conquistando il titolo nazionale juniores.
In seguito ha lavorato per la Reggina nel ruolo di direttore sportivo.
Nel 1976 si è trasferito al Lecce, dove ha collaborato con il presidente Franco Jurlano. Come direttore generale che ha contribuito a portare per la prima volta il Lecce in Serie A, nel 1985. Ha lavorato per il Lecce dal 1976 al 1998.
Nel corso della sua esperienza con il club giallorosso sono emerse le sue abilità di talent-scout: il vivaio del Lecce ha prodotto, infatti, giocatori nativi del luogo come Sergio Brio, Antonio Conte, Salvatore Nobile, Alberto Di Chiara, Francesco Moriero, Pasquale Bruno e Luigi Garzya, oltre a Giampiero Maini. Nel 1985 la rivista Tuttocalcio lo premiò come "big" del calcio italiano. Cataldo è riuscito anche a portare nel Salento campioni internazionali come Mazinho, Pedro Pablo Pasculli e Juan Barbas.
Ha lavorato anche con l'Ancona dal 2000-2001 al 2002-2003. Nel 2003 ha curato gli interessi di una cordata tarantina che cercava di acquistare la Rossanese.
È morto nella sua casa a Lecce il 10 marzo 2010, a pochi giorni dal suo 85º compleanno. Da sempre legato all'ambiente del capoluogo salentino, vi si era stabilito negli ultimi anni di vita.